# Caber (Sarayköy)
Caber ist ein Dorf im Landkreis Sarayköy der türkischen Provinz Denizli. Caber liegt etwa 29 km nordwestlich der Provinzhauptstadt Denizli und 11 km nordöstlich von Sarayköy. Caber hatte laut der letzten Volkszählung 155 Einwohner (Stand Ende Dezember 2010).